# Apeadeiro de Santo Amaro-Veiros
O Apeadeiro de Santo Amaro-Veiros, originalmente denominado de Santo Amaro, foi uma interface do Ramal de Portalegre, que servia as localidades de Santo Amaro e Veiros, em Portugal.

## História
Esta foi uma das gares originais do lanço entre Sousel e Cabeço de Vide-Vaiamonte, que abriu à exploração em 20 de Janeiro de 1937. Entrou ao serviço desde logo com a categoria de apeadeiro, sendo então conhecido apenas como Santo Amaro.
Em Setembro de 1971, a Companhia dos Caminhos de Ferro Portugueses anunciou que a partir do dia 1 de Outubro desse ano o apeadeiro de Santo Amaro - Veiros iria deixar de estar guarnecido, como parte de um programa de racionalização da exploração ferroviária. Desta forma, deixaria de vender bilhetes, que passariam a ser adquiridos a bordo junto dos revisores, e seria suspensa a expedição de bagagens e remessas em detalhe. O lanço entre Estremoz e Portalegre foi encerrado pela operadora Caminhos de Ferro Portugueses em 2 de Janeiro de 1990.